# Latif
Latif (in alfabeto arabo: لطيف) è un nome proprio di persona arabo maschile.

## Varianti
- Femminili:  لطيفة (Latifa, Latifah, Lateefah)[2]

### Varianti in altre lingue
- Turco, femminile: Latife[3]

## Origine e diffusione
Riprende un vocabolo arabo che vuol dire "gentile", "cortese"; richiama inoltre uno dei 99 nomi di Allah, cioè اللطيف (al-Latif).

## Persone

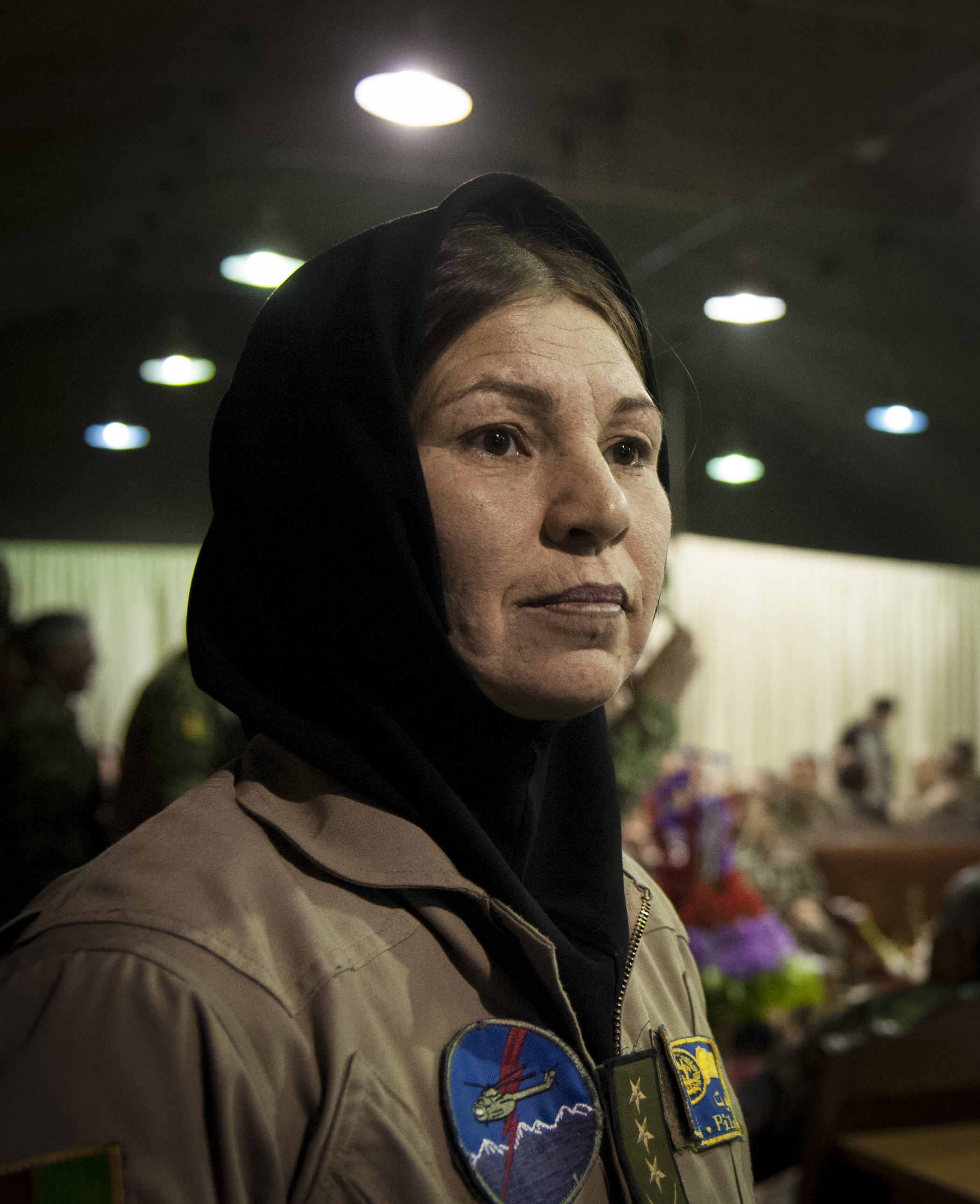
Latifa Nabizada

- Latif Ahmadi, regista afghano
- Latif Salifu, calciatore ghanese

### Varianti femminili
- Latifa, cantante tunisina
- Latifa Nabizada, ufficiale e aviatrice afghana
- Queen Latifah, attrice, cantante, rapper e presentatrice statunitense